# 鐵甲無敵獎門人
《鐵甲無敵獎門人》（英語：Super Trio Supreme）是香港無綫電視2008年起推出的遊戲節目，同系列第八輯。由曾志偉，率領錢嘉樂、阮兆祥、王祖藍主持。
本輯為首度跟馬來西亞Astro華麗台合作的一輯，其中四集於馬來西亞進行拍攝。本輯亦被視為獎門人「再度出山」之作。

## 節目資料
- 播出期間：2008年3月30日至2009年3月22日
- 集數：45（原定為26集，因收視理想，新增19集）
- 主持：曾志偉、錢嘉樂、阮兆祥、王祖藍
- 監製：陳志球

## 遊戲
- 鐵甲無敵踩住上
  - 玩法：一名參賽者的腰部會綁住一條數學題目，該名參賽者需站在另一名參賽者的膝頭上讓其計算出該題目的答案，最快回答出正確答案的組別則為勝出。
- 鐵甲無敵夾波波
  - 玩法：兩名參賽者將一顆球彈落地下令其反彈至高空，然後兩名參賽者即時自轉一圈，再將球以身體夾住，成功者則為勝出。
- 鐵甲無敵啤啤夫
  - 玩法：參賽者分成兩組，三名參賽者於限時內將撲克牌輪流以口傳給其他參賽者至最後一名參賽者，最後所傳的撲克牌總數最多的組別則為勝出。
- 鐵甲無敵獨木橋
  - 玩法：參賽者分成兩組，限時內鬥快於卵石獨木橋上由一邊走到另一邊，如兩位參賽者於橋上相遇，則需以「剪刀、石頭、布」的方式對決，口號為「無鞋挽屐走」，猜輸者需離開獨木橋，成功走到對面的參賽者所代表的組別則獲1分，最後總分最高的組別則為勝出。
- 鐵甲無敵馬拉松
  - 玩法一：與過往詞語接龍不同，參賽者以接龍方式，依拍子做出自創動作，下一名參賽者則順序重複之前的參賽者所做的動作，並再加上自創動作，如此類推，若忘記、做錯動作、重複或未有加上自創動作則即時淘汰，最後未被淘汰的參賽者則為勝出。
  - 玩法二：參賽者分成兩隊，輪流派出代表依拍子說出四字新年祝賀詞，若字數太多或太少、重複或說不出則即時淘汰，最後未被淘汰的參賽者所代表的隊伍則為勝出。
- 鐵甲無敵小忌廉／鐵甲無敵飲乜嘢呀？
  - 玩法一：參賽者需回答獎門人所問的題目，答案正確則得分，答案錯誤的話，該參賽者前的忌廉便會彈至該參賽者的臉上。
  - 玩法二：參賽者需回答獎門人所問的題目，答案正確則得分，答案錯誤的話，該參賽者前的自選飲品便會彈至該參賽者的臉上。
  - 玩法三：參賽者需抽牌，抽中紅色卡者則需回答獎門人所問的題目，答案錯誤則被其他參賽者拍忌廉，答案正確則其他參賽者互拍。
  - 玩法四：兩隊各派出代表需猜「剪刀、石頭、布」，猜輸的代表之隊伍需回答獎門人所問的題目，答案錯誤則被另一組拍忌廉，答案正確則可向另一組拍忌廉。

（其實三和四都出現於開口中環節内）
- 鐵甲無敵大咕窿
  - 玩法：參賽者需做出相應動作以穿過發泡膠板上的洞，成功者則得分。此環節被無綫另外再製作節目《大咕窿》。
- 鐵甲無敵呼拉圈
  - 玩法：一名參賽者於限時內抱起另一名參賽者在自己的身上轉圈，完成圈數最多的組別則為勝出。
- 鐵甲無敵冇句真
  - 玩法：主持人抽出一張撲克牌作皇牌，參賽者各獲分派一張撲克牌，每人各有一次換牌機會，參賽者可選擇換牌與否，決定後將一種食物加至攪拌機中，最後持撲克牌點數最接近皇牌之撲克牌的兩名參賽者則為落敗，並需將攪拌機製成的飲品喝掉。
- 鐵甲無敵Close The Door
  - 玩法一：參賽者分成兩隊，一名參賽者於限時內以英文給提示，另外兩名參賽者則根據提示猜出中文謎底，最後猜出題數最多的隊伍則為勝出。
  - 玩法二：參賽者分成兩隊，一名參賽者於限時內以中文給提示，另外兩名參賽者則根據提示猜出英文謎底，最後猜出題數最多的隊伍則為勝出。
  - 玩法三：參賽者分成兩隊，參賽者輪流於限時內以畫圖的方式給提示，另外兩名參賽者則根據圖畫提示猜出謎底，最後猜出題數最多的隊伍則為勝出。
  - 玩法四：參賽者分成兩組，一名參賽者於限時內以指定方式(如動作或以各種語言表達等)給提示，其他參賽者則根據提示猜出中文謎底，最後猜出題數最多的隊伍則為勝出。
- 鐵甲無敵搞乜東
  - 玩法：參賽者分成兩組，並戴上已裝上望遠鏡的眼罩，於限時及指定範圍內踢足球，成功將足球踢進對方的龍門則得1分，最後總分最高的組別則為勝出。
- 鐵甲無敵吹乒乓
  - 玩法：兩隊各派出兩個代表，一個負責將乒乓球以口吐出，另一個負責用口咬住網以將乒乓球接住，接到乒乓球的總數最高之隊伍則為勝出。
- 鐵甲無敵潑水猜
  - 玩法：兩隊各派出一個代表，兩人猜「剪刀、石頭、布」，猜贏者可即時向猜輸者潑水，猜輸者可即時開傘以擋住猜贏者所潑的水，若猜輸者未能及時開傘則算落敗，另一方則得1分，最後總分最高的隊伍則為勝出。
- 鐵甲無敵大家碌
  - 玩法：兩隊分別輪流派出一個或四個代表，以單人或三人四足方式打保齡球，以保齡球的記分方式計算分數，最高分之隊伍則為勝出。
- 鐵甲無敵爆波波
  - 玩法：參賽者需於被放進其衣服內兼一直被充氣的大氣球爆破前說出十個與題目相關的答案，若參賽者於氣球爆破前不能說出十個與題目相關的答案，則為落敗。
- 鐵甲無敵食菠蘿
  - 玩法：兩隊各派出兩個代表，一個代表需踩住另一個代表的膊頭吃吊於高空的菠蘿，最快完成的代表之隊伍則得1分，最後總分最高的隊伍則為勝出。
- 鐵甲無敵推落水／鐵甲無敵極刺激
  - 玩法：兩隊各派出指定數量的代表並站於隊伍所屬的浮台上，然後盡量將對方所派出的代表全部推離浮台，若同隊所有的代表都全被推落至水中則為落敗，另一方則得1分，最後總分最高的隊伍則為勝出。
- 鐵甲無敵碌走夾／鐵甲無敵大長碌／鐵甲無敵跑滾跳／鐵甲無敵追趕跑跳踫
  - 玩法：兩隊各派出指定數量的代表，以接力方式完成指定動作，最後將氣球夾爆，最快完成的代表之隊伍則得1分，最後總分最高的隊伍則為勝出。
- 鐵甲無敵扯跳夾／鐵甲無敵轉吹夾
  - 玩法一：參賽者分成兩組，並戴上已裝上望遠鏡的眼罩，第一名參賽者先將第二名參賽者腰間的繩扯掉，第二名代表走到第三名參賽者所站的位置並將其腰間的繩扯掉，第三名參賽者需跳過障礙物並走到第一名參賽者所站的位置，並與其將氣球夾爆，最快完成的組別則為勝出。
  - 玩法二：參賽者分成兩組，並戴上已裝上望遠鏡的眼罩，第一名參賽者先將第二名參賽者腰間的繩扯掉，第二名參賽者走到指定位置並將麵粉上的乒乓球吹走，然後走至第三名參賽者所站的位置並將其腰間的繩扯掉，第三名參賽者需跳過障礙物並走到第一名參賽者所站的位置，並與其將氣球夾爆，最快完成的組別則為勝出。
- 鐵甲無敵踢哂腳
  - 玩法一：一名參賽者在不用手的情況下為使另一名參賽者穿上牛仔褲，最快完成的組別則為勝出。
  - 玩法二：一名參賽者範圍不用手的情況下為使另一名參賽者戴上口罩、帽及太陽眼鏡，最快完成的組別則為勝出。
  - 玩法三：一名參賽者在不用手的情況下為使另一名參賽者戴上帽、塗上眼蓋膏及唇膏，最快完成的組別則為勝出。
- 鐵甲無敵扮哂嘢
  - 玩法：參賽者分成兩組，一名參賽者藏於另一名參賽者的身後並露出雙手，並依照獎門人所說的劇情做出指定動作，由現場觀眾投票出表演最好的組別，獲得票數最高的組別則為勝出。
- 鐵甲無敵接力賽
  - 玩法：參賽者分成兩組，並需分別完成「鐵甲無敵踩住上」、「鐵甲無敵呼拉圈」及「繼續無敵大長碌」（指定人數抱住，並以「碌地沙」的方式滾過障礙物並壓爆氣球。），最快完成的組別則為勝出。
- 鐵甲無敵攞大獎
  - 玩法：全場總冠軍可於1-10中選一個號碼，每個號碼代表一份大獎，獎門人會出價以利誘參賽者及換走參賽者所選到的獎品，參賽者可選擇成交與否，當參賽者決定了要獎金或獎品後，需與獎門人進行「幸運骰」或「大話骰」對決，勝出則可獲得自己所選的大獎。

## 收視
| 集數 | 日期           | 平均收視 | 最高收視 |
| ---- | -------------- | -------- | -------- |
| 1    | 2008年3月30日  | 34點     | 36點     |
| 2    | 2008年4月6日   | 33點     | 36點     |
| 3    | 2008年4月20日  | 32點     | 34點     |
| 4    | 2008年4月27日  | 31點     | 33點     |
| 5    | 2008年5月4日   | 32點     | 34點     |
| 6    | 2008年5月11日  | 27點     |          |
| 7    | 2008年5月18日  | 30點     |          |
| 8    | 2008年5月25日  | 32點     | 35點     |
| 9    | 2008年6月8日   | 27點     | 29點     |
| 10   | 2008年6月15日  | 30點     | 32點     |
| 11   | 2008年6月22日  | 32點     | 34點     |
| 12   | 2008年6月29日  | 32點     | 36點     |
| 13   | 2008年7月6日   | 33點     | 34點     |
| 14   | 2008年7月13日  | 32點     |          |
| 15   | 2008年7月20日  | 32點     |          |
| 16   | 2008年7月27日  | 31點     | 32點     |
| 17   | 2008年8月3日   | 30點     |          |
| 18   | 2008年9月7日   | 30點     | 32點     |
| 19   | 2008年9月14日  | 23點     |          |
| 20   | 2008年9月28日  | 28點     |          |
| 21   | 2008年10月5日  | 30點     |          |
| 22   | 2008年10月12日 | 34點     |          |
| 23   | 2008年10月19日 | 28點     |          |
| 24   | 2008年10月26日 | 28點     |          |
| 25   | 2008年11月2日  | 31點     |          |
| 26   | 2008年11月9日  | 31點     |          |
| 27   | 2008年11月16日 | 29點     |          |
| 28   | 2008年11月23日 | 31點     |          |
| 29   | 2008年11月30日 | 31點     |          |
| 30   | 2008年12月7日  | 30點     |          |
| 31   | 2008年12月14日 | 28點     |          |
| 32   | 2008年12月21日 | 28點     |          |
| 33   | 2008年12月28日 | 29點     |          |
| 34   | 2009年1月4日   | 31點     |          |
| 35   | 2009年1月11日  | 31點     |          |
| 36   | 2009年1月18日  | 31點     |          |
| 37   | 2009年1月25日  | 24點     |          |
| 38   | 2009年2月1日   | 30點     |          |
| 39   | 2009年2月8日   | 31點     | 32點     |
| 40   | 2009年2月15日  | 29點     |          |
| 41   | 2009年2月22日  | 30點     |          |
| 42   | 2009年3月1日   | 30點     |          |
| 43   | 2009年3月8日   | 30點     | 32點     |
| 44   | 2009年3月15日  | 31點     |          |
| 45   | 2009年3月22日  | 31點     |          |

## 歌曲
- 主題曲：鐵甲無敵獎門人
  - 作曲、填詞：鄧智偉、陳詩慧、周永恆
  - 主唱：曾志偉、錢嘉樂、阮兆祥、王祖藍
  - 提供：TVB Music Limited